# Bruno Squarcia
Bruno Squarcia (n. Albacete; 21 de abril de 1963 es un actor italo-español (de padre italiano y madre española), que ha realizado su carrera profesional en España.

## Actividades previas
Squarcia nació en Albacete en 1963, pero pasó parte de su infancia en la localidad italiana de Acquapendente (en el Lacio, a 20 km de la Toscana), pueblo del que era natural su padre. Cuando éste cambió de trabajo, toda la familia emigró a Valencia. Estudió en el Colegio del Pilar de esta ciudad.
En 1989 se trasladó a Madrid para estudiar Arte Dramático.

## Carrera como actor
Bruno Squarcia se ha forjado una sólida carrera como actor, conocido principalmente por su participación en diversas series de televisión comúnmente conocidas como culebrones.
Su fama llegó a través de la pequeña pantalla en 1998, con su papel del profesor Jaime en la  serie juvenil Al salir de clase de Telecinco, aunque ya había participado anteriormente en la serie Calle nueva de Televisión Española. En 2007 se incorpora a la serie Yo soy Bea, en el papel de Alejo y simultáneamente aparece esporádicamente en algunos capítulos de la tercera y cuarta temporada de El internado.
Paralelamente ha realizado diversas incursiones en el teatro, participando en varios musicales. Ha asegurado que "en todos he trabajado por casualidad".

## Otras actividades
Ha sido jugador de baloncesto, en parte por su elevada altura: 1,90 m. Formó parte de la primera plantilla del Valencia Basket (1986-87).
En 2004 abrió la trattoria Ouh...babbo!, situado en barrio de Palacio (distrito Centro) de Madrid.

## Filmografía

### Teatro
- 2003: Votaré por mí, dirigida por Antonio Corencia; con Victoria Vera.
- La posadera, dirigida por Antonio León.
- La canasta, dirigida por Ramón Ballesteros.
- Historia de un soldado, dirigida por Germán Corona.
- Sé infiel y no mires con quien, dirigida por Ramón Ballesteros.
- Las bacantes, dirigida por Rosa María Rodero.
- 2000-2001: La mujer del año (musical).
- 2003: Ninette y un señor de Murcia, dirigida por Antonio Medina.
- 2004-2007: Mamma Mia! (musical).
- 2005-2004: Victor/Victoria (musical).
- 2007-2009: Quisiera ser (musical).
- 2012-2013: Esta noche no estoy para nadie (musical).
- 2016: The Hole Zero (musical).

### Cine
- 1992: Yo me bajo en la próxima, ¿y usted?.
- 1992: Amo tu cama rica, de Emilio Martínez Lázaro.
- 1993: Tocando fondo.
- 1996: Libertarias, de Vicente Aranda.
- 1997: Retrato de mujer con hombre al fondo, de Manane Rodríguez.
- 1997: Los siete pecados capitales, cortometraje.
- 1998: Atómica, de David Menkes y Alfonso Albacete.
- 2001: Corazón de bombón.
- 2002: Esta noche, no.
- 2008: Proyecto Dos, de Guillermo Fernández Groizard.
- 2008: Un ajuste de cuentas, de Manane Rodríguez.
- 2018: Que baje Dios y lo vea, de Curro Velazquez.

### Televisión
- 1996 - 1998: La casa de los líos, en el papel de Aurelio.
- 1997: Todos los hombres sois iguales, en el papel de Giulio.
- 1997 - 1998: Calle nueva, en el papel de Pedro.
- 1998 - 2001: Al salir de clase, en el papel de Jaime.
- 2001: Manos a la obra.
- 2002: Paraíso, en el papel de Simón .
- 2003: Luna Negra en el papel de Arturo.
- 2004: Hospital Central, en el papel del padre de Claudia.
- 2006: Matrimonio con hijos.
- 2006 - 2007: Manolo y Benito Corporeision, en el papel de Sergei.
- 2008: Yo soy Bea, en el papel de Alejo.
- 2008 - 2009: El internado, en el papel de Márquez.
- 2009: Somos cómplices, en el papel de Antonio García.
- 2010: Las chicas de oro, en el papel de Nico.
- 2010: Tierra de lobos, en el papel de Trujillo.
- 2011: El asesinato de Carrero Blanco, en el papel de Gabardina blanca.
- 2014: Ciega a citas, en el papel de Pablo Andújar.
- 2014: La que se avecina, en el papel de Leonardo.
- 2017: Conquistadores: Adventum, en el papel de Americo Vespucio.
- 2018: Cuéntame cómo pasó, en el papel de Gaetano Mazolini.
- 2018: Vivir sin permiso, en el papel de Fabio.

### Entrevistas
- Revista Telenovela octubre de 2007: Bruno Squarcia “Me apasiona la gastronomía” Archivado el 18 de abril de 2008 en Wayback Machine.

- Datos: Q2877483